# Roksana (imię)
Roksana – imię żeńskie pochodzenia perskiego: *Raṷxšnā oznacza blask, jutrzenka, jaśniejąca. Do języków europejskich trafiło przez grekę, w której brzmienie imienia zanotowano jako Ῥωξάνη (Roksane). 
Wśród imion nadawanych nowo narodzonym dzieciom Roksana w 2009 roku zajmowała 37. miejsce w grupie imion żeńskich. W 2017 r. zajmowała 80. miejsce w grupie imion żeńskich. 
Roksana imieniny obchodzi 15 lipca (na pamiątkę bł. Roksany z Bretanii, żyjącej w XII w.). Niektóre inne kalendarze wskazują także inne daty, w tym np. 14 września – bez powiązania z tradycyjnym sposobem ustalania dat imienin, tj. według dat wspomnień świętych lub błogosławionych patronów.

## Znane osoby noszące imię Roksana
- Roksana – żona Aleksandra Wielkiego, została zamordowana w 316 roku p.n.e.
- Roksana – córka Heroda Wielkiego, królewna żydowska
- Roxana Cogianu – rumuńska wioślarka
- Rachel Caine, właśc. Roxanne Conrad – amerykańska pisarka
- Roksana Chowaniec – polska archeolog
- Rosanna Crawford – kanadyjska biathlonistka
- Roxanne Day – amerykańska aktorka filmowa i telewizyjna
- Rossana Fernández Maldonado – aktorka kolumbijska
- Roxane Gabriel – francuska wioślarka
- Roksana Jonek – Miss Polonia 1997
- Roksana Krzemińska – polska aktorka
- Roksana Węgiel – polska piosenkarka i prezenterka telewizyjna
- Rossana Martini – włoska aktorka, Miss Włoch 1946
- Roxanne Pallett – angielska aktorka
- Roksana Pindor – polska piosenkarka i blogierka
- Rossana de los Ríos – paragwajska tenisistka
- Roksana Wikaluk – ukraińska wokalistka i instrumentalistka